# Anky van Grunsven
Theodora Elisabeth Gerarda van Grunsven, detta Anky (Erp, 2 gennaio 1968), è una cavallerizza olandese.
Vanta sei partecipazioni ai Giochi olimpici e 9 medaglie conquistate nell'Equitazione.

## Biografia
In carriera ha conquistato nove medaglie olimpiche, sette mondiali e 13 ai campionati europei.

## Palmarès
Giochi olimpici
- Oro a  Sydney 2000 - dressage individuale
- Oro a  Atene 2004 - dressage individuale
- Oro a  Pechino 2008 - dressage individuale
- Argento a  Barcellona 1992 - dressage a squadre
- Argento a  Atlanta 1996 - dressage individuale
- Argento a  Atlanta 1996 - dressage a squadre
- Argento a  Sydney 2000 - dressage a squadre
- Argento a  Pechino 2008 - dressage a squadre
- Bronzo a  Londra 2012 - dressage a squadre

Campionati mondiali
- Oro a  L'Aia 1994 - dressage individuale
- Oro a  Aquisgrana 2006 - dressage individuale
- Argento a  L'Aia 1994 - dressage a squadre
- Argento a  Roma 1998 - dressage individuale
- Argento a  Roma 1998 - dressage a squadre
- Argento a  Aquisgrana 2006 - dressage speciale
- Argento a  Aquisgrana 2006 - dressage a squadre